# Carbonell-Mauereidechse
Die Carbonell-Mauereidechse (Podarcis carbonelli) oder Südwestiberische Mauereidechse gehört zur Familie der Echten Eidechsen (Lacertidae) und zur Gattung der Mauereidechsen (Podarcis) und lebt im Südwesten der Iberischen Halbinsel.

## Merkmale
Eine kleine, etwas zierliche Eidechse, deren mittlere Kopf-Rumpf-Länge bei rund 5 cm liegt. Die Gesamtlänge kann bis zu 20 cm betragen. Der Rücken ist oft braun oder grau, vor allem in den östlichen Populationen, geht aber deutlich ins Grüne bei Tieren westlicher Populationen. Die Flanken sind braun oder grün, letzteres vor allem bei den Männchen. Auf diesen Grundfarben finden sich häufig dunkle, schwarze Flecken an den Rückenseiten und den Flanken, wobei an letzteren netzmusterartige Verschmelzungen vorkommen können. Manche Tiere sind allerdings sehr blass, so in den Dünen an der Atlantikküste der Algarve. An der Grenze zwischen Rücken und Flanken verläuft jederseits ein heller, grünlicher oder weißlicher Längsstreifen, der sich besonders bei den Weibchen abhebt. Die Unterseite ist meist hell weißlich. Bauch und Kehle sind ungefleckt, höchstens mit blassen Flecken versehen. An den Bauchrändern finden sich häufig hellblaue Flecken. Die Unterart Podarcis carbonelli berlengensis von der Halbinsel Peniche nördlich von Lissabon, ist größer als die Nominatform und unterseits kräftiger dunkel gefleckt.

## Verbreitung

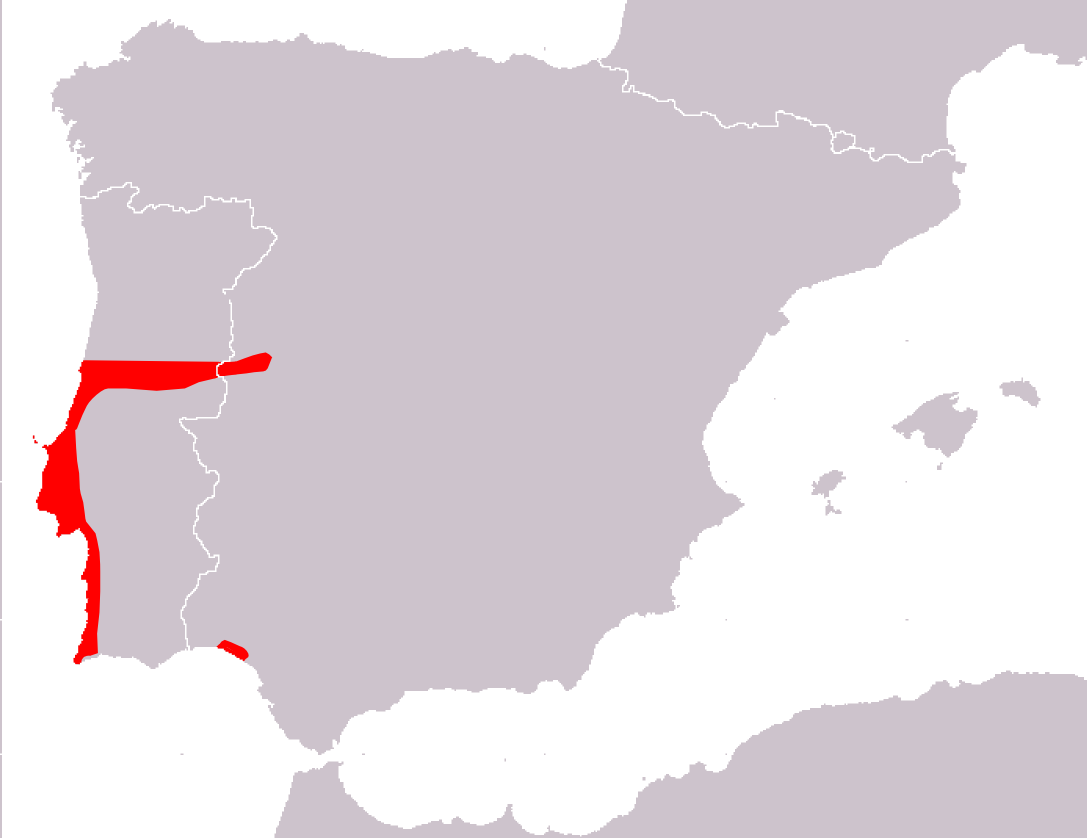
Das Verbreitungsgebiet der Carbonell-Mauereidechse.

Das Verbreitungsgebiet erstreckt sich vom Westen des Kastilischen Scheidegebirges im westlichen Zentralspanien bis in die Küstengebiete des zentralen und südlichen Portugals. Daneben gibt es ein disjunktes Teilareal in Südandalusien, vor allem im Mündungsgebiet des Guadalquivir.

## Lebensraum
Von Meeresspiegelhöhe bis 1900 m über NN in der Serra de Estrela. Im Kastilischen Scheidegebirge in Höhen zwischen 800 und 1200 m. Im Gebirge bewohnt die Art vor allem Felsheiden, Ginstergebüsche und lichte Eichenwälder, bevorzugt solche mit der Pyrenäen-Eiche. Hier können die Tiere auf Gesteinsuntergrund, an Wegen, Böschungen und überwachsenen Legesteinmauern, sowie in gebüschreichen Flächen beobachtet werden. In den Küstengebieten lebt die Art auf sandigem Untergrund der Küstendünen bei unterschiedlichen Deckungsgraden von Wacholder, Tragant, Thymian, Hauhechel oder Stechginster. Außerdem dringen die Tiere in die Übergangsbereiche zu den landeinwärts anschließenden Wäldern mit Kiefern und Akazien vor.

## Lebensweise

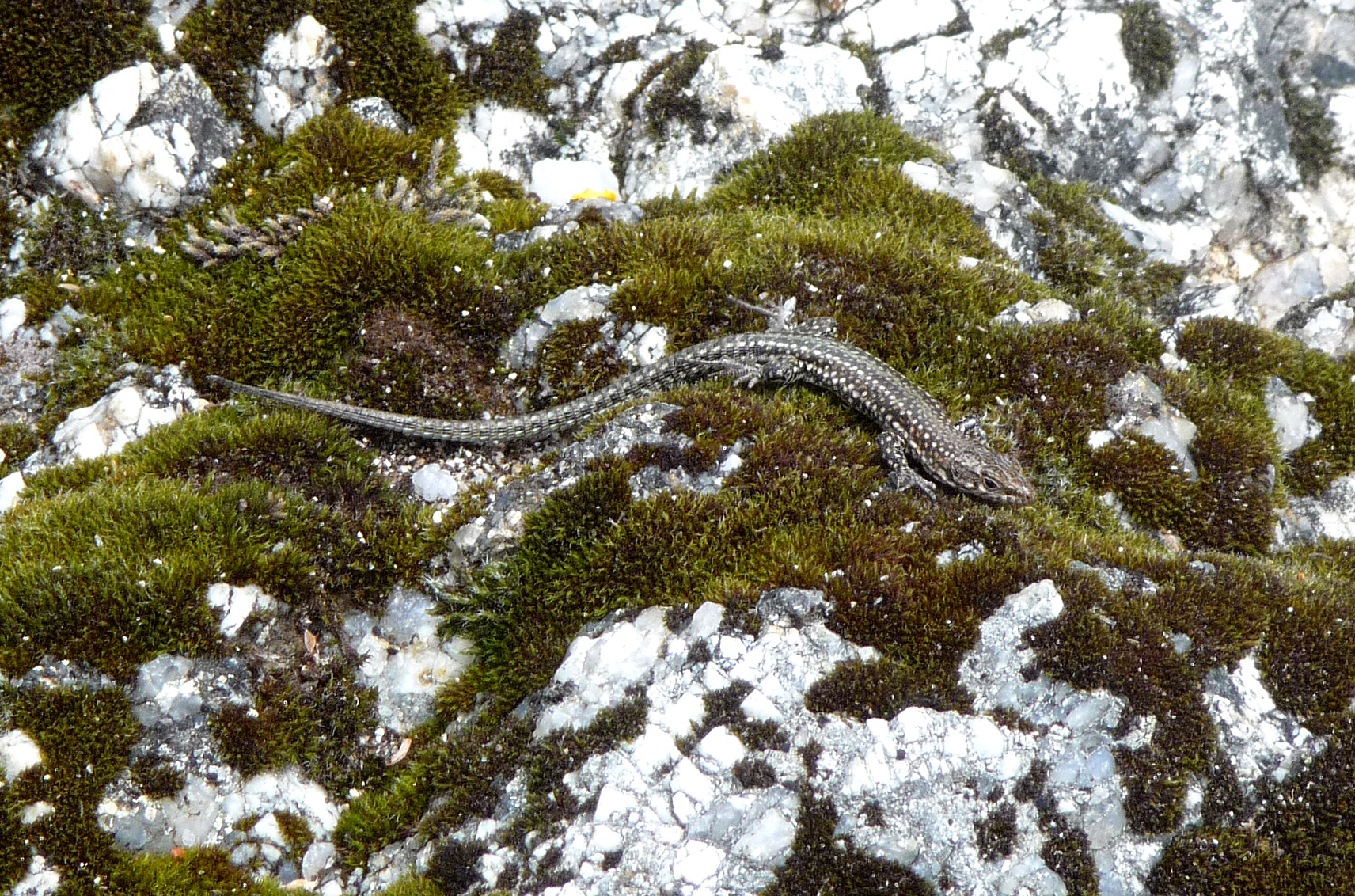

Die Tiere sind von März bis November aktiv. Vor allem im März und April finden die Kopulationen statt. Von Mai bis Juli werden die Eier abgelegt. Im Gebirge haben die Weibchen ein Gelege pro Saison mit 1–5 Eiern. Auf den Berlenga-Inseln können bis zu drei Gelege mit 1–4 Eiern produziert werden. Die Nahrung besteht vor allem aus Spinnen und Insekten, wobei Käfer, Pflanzensauger und Zweiflügler den Hauptanteil ausmachen. Die Spanische Mauereidechse tritt manchmal in Konkurrenz mit der Carbonell-Mauereidechse und verdrängt diese aus bevorzugten Habitaten.

## Gefährdung
Die IUCN listet die Art als stark gefährdet (endangered) mit einer sinkenden Population. Durch die geringen Eingriffe in ihrem Verbreitungsgebiet ist jedoch nicht zu befürchten, dass die Art einer starken Gefährdung ausgesetzt ist. Das Isolat im Süden Andalusiens ist durch den Nationalpark Coto de Doñana ebenfalls weniger bedroht, als das kleine Verbreitungsgebiet alleine vermuten lassen würde.

## Unterarten
- Podarcis carbonelli berlengensis Vicente, 1985
- Podarcis carbonelli carbonelli Perez-Mellado, 1981